# BioNTech
BioNTech SE (/ˈbaɪ.ɒn.ˌtɛk/; Viết tắt của Biopharmaceutical New Technologies) là một công ty công nghệ sinh học Đức có trụ sở tại Mainz. Công ty chuyên phát triển và sản xuất các hoạt động liệu pháp miễn dịch cho các phương pháp tiếp cận dành cho bệnh nhân cụ thể để điều trị các bệnh. Nó phát triển các ứng cử viên dược phẩm dựa trên RNA thông tin (mRNA) để sử dụng làm liệu pháp miễn dịch ung thư được cá nhân hóa, làm vắc-xin chống lại các bệnh truyền nhiễm và làm liệu pháp thay thế protein cho các bệnh hiếm gặp, và cả liệu pháp tế bào được thiết kế, kháng thể mới và chất điều hòa miễn dịch phân tử nhỏ như là các lựa chọn điều trị ung thư.

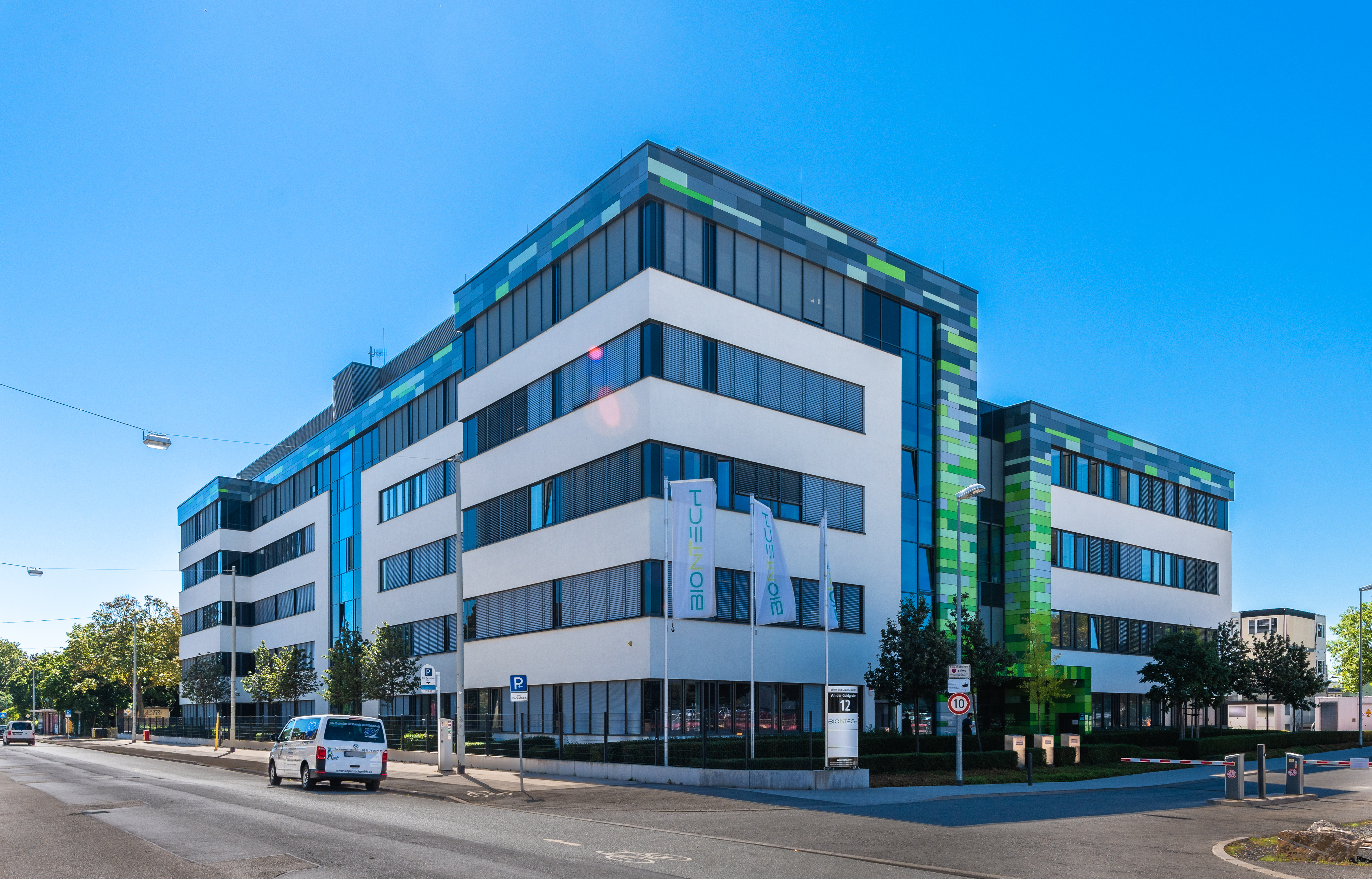
Trụ sở BioNTech ở đường An der Goldgrube, Mainz

Công ty đã phát triển một liệu pháp điều trị dựa trên mRNA cho con người để tiêm vào tĩnh mạch nhằm đưa liệu pháp miễn dịch ung thư dựa trên mRNA cho từng cá nhân vào thử nghiệm lâm sàng và thiết lập quy trình sản xuất của riêng mình.  Vào năm 2020, ứng cử viên vắc xin RNA của BioNTech để ngăn ngừa nhiễm trùng COVID-19, BNT162b2, đang trong giai đoạn thử nghiệm lâm sàng giai đoạn III tại Hoa Kỳ. Vào ngày 2 tháng 12 năm 2020, chính phủ Vương quốc Anh đã cấp phép tạm thời Quy định về Thuốc cho Người (HMR) đối với tiêm chủng BNT162b2 tại Vương quốc Anh.

## Phản ứng với đại dịch COVID-19
Công ty đang nghiên cứu để phát triển vắc-xin BNT162 chống lại SARS-CoV-2 với Pfizer và Fosun.
Pfizer và BioNTech đã ký hợp đồng cung cấp 200 triệu liều vắc xin SARS-CoV-2 cho EU, 30 triệu liều cho Anh quốc, 100 triệu liều cho Hoa Kỳ và 120 triệu liều cho Nhật Bản, nếu vắc xin chứng tỏ an toàn.